# Maszyny wytwórcze
Maszyny wytwórcze – maszyny służące do wytwarzania dóbr użytkowych na drodze przetwarzania, obróbki lub kształtowania surowców i materiałów stosowane we wszystkich gałęziach przemysłu.

## Rodzaje maszyn wytwórczych
- Obrabiarki
- Roboty przemysłowe